# آمدئو بیاواتی
آمدئو بیاواتی (به ایتالیایی: Amedeo Biavati) بازیکن فوتبال و اهل ایتالیا است که از سال ۱۹۳۸ میلادی عضو تیم ملی فوتبال ایتالیا بوده و در ۱۸ بازی ملی حضور داشته‌است. او در بازی‌های ملی‌اش ۸ گل به ثمر رساند.
بیاواتی به عنوان یکی از بهترین هافبک‌های تاریخ ایتالیا به شمار می‌رود. او تکنیک پا عوض کردن را در فوتبال رایج کرد.
آمدئو بیاواتی آخرین بازی ملی خود را در سال ۱۹۴۷ میلادی انجام داد.